# Smolany (rejon brzeski)
Smolany (biał. Смолін, Smolin; ros. Смолин) – wieś na Białorusi, w obwodzie brzeskim, w rejonie brzeskim, w sielsowiecie Telmy.
Na północny wschód od wsi Smolany przed II wojną światową leżał folwark Smolin, obecnie nieistniejący.

## Historia
W dwudziestoleciu międzywojennym Smolany i Smolin leżały w Polsce, w województwie poleskim, do 12 kwietnia 1928 w powiecie kobryńskim, w gminie Zbirohi, następnie w powiecie brzeskim, w gminie Kosicze.
Po II wojnie światowej w granicach Związku Sowieckiego. Od 1991 w niepodległej Białorusi.